# Красный Баран
Красный Баран — село в Алексеевском районе Татарстана. Входит в состав Большеполянского сельского поселения.

## География
Находится в западной части Татарстана на расстоянии приблизительно 30 км по прямой на юг от районного центра Алексеевское у речки Баранка.

## История
Известно с 1685 года как Балчиклы. Позднее до середины 1920-х годов Крещёный Баран. Была своя часовня, в которой шли службы на татарском языке. Работала церковно-приходская школа. В советское время работали колхозы «Семеновод», им. Маленкова, совхоз им. Бутлерова.

## Население
Постоянных жителей было: в 1859 — 395, в 1897 — 706, в 1908 — 830, в 1920 — 1012, в 1926 — 963, в 1938 — 818, в 1949 — 610, в 1958 — 876, в 1970 — 805, в 1979 — 697, в 1989 — 501, в 2002 — 413 (татары или кряшены 91 %), 366 — в 2010.